# بریجت کواتو
بریجت کواتو (به انگلیسی: Bridgette Caquatto) ژیمناست زادهٔ ۱۴ مارس ۱۹۹۴ میلادی اهل کشور ایالات متحده آمریکا است.